# Дом (фильм, 1997)
«Дом» (лит. Namai)  — литовский драматический художественный фильм Шарунаса Бартаса 1997 года. Премьера состоялась 13 мая 1997 года на 50-м Каннском кинофестивале в рамках программы «Особый взгляд». Фильм снят на цветную 35 миллиметровую пленку.

## Сюжет
Ветхий особняк стоит посреди леса. В нем: люди всех типов, возрастов и состояний едят, бродят из комнаты в комнату или отдыхают. Но всегда в строжайшей тишине.
Это мой дом. Я не могу сказать, где он находится, в какой части света. Я просто знаю, что этот дом - мой. В нем жило множество людей. Некоторые из них всего лишь заходили и вскоре покидали его, другие оставались дольше. Немногие из них живут в нем до сих пор.Шарунас Бартас, Екатерина Голубева, отрывок из сценария к фильму.

## В ролях
| Актёр                 | Роль         |
| --------------------- | ------------ |
| Франсишку Нашименту   | главная роль |
| Валерия Бруни-Тедески | главная роль |
| Алекс Деска           | главная роль |
| Леос Каракс           | главная роль |
| Оксана Черных         | главная роль |
| Виктория Нарейко      |              |
| Эугения Шулгайте      |              |
| Леонардас Зельчюс     |              |
| Эгле Куцкайте         |              |
| Жан-Луи Лока          |              |
| Гражина Блинайте      |              |
| Томас Вайсета         |              |
| Агне Грегораускайте   |              |
| Дайва Стубрайте       |              |
| Йонас Чепайтис        |              |
| Дарюс Ярашюнас        |              |
| Грета Шапкайте        |              |
| Лайма Акстинайте      | ребёнок      |
| Эгле Пиличяускайте    | эпизод       |
| Юрате Вилунайте       | эпизод       |
| Пятрас Олшаускас      | эпизод       |
| Микаэла Кардозу       | эпизод       |

## Съемочная группа
- Шарунас Бартас — режиссер, сценарист, оператор
- Екатерина Голубева — сценарист
- Паулу Бранку — продюсер
- Римвидас Лейпус — оператор
- Юрий Григорович — художник-постановщик
- Леонас Стелмокас — художник по костюмам

- Мингилье Мурмулайтине — монтажер

## Премьера и показы
Премьера состоялась 13 мая 1997 года на 50-м Каннском кинофестивале в рамках программы «Особый взгляд».
В том же году фильм был показан на Международном кинофестиваль в Ла-Рошели, Франция; на Европейском кинофоруме в Страсбурге, Франция; на Кинофестивале в Виареджо, Италия; на Международном кинофестивале «Taormina Arte» в Таормине, Италия, на Кинофестивале «Baltijas Perle» в Риге, Латвия, а также на Международном Гентском кинофестивале.
В 1998 году фильм участвовал в конкурсной программе «Выбор критиков» на Роттердамском кинофестивале, Нидерланды.
Также «Дом» был представлен на Кинофестивале в Триесте, Италия в рамках ретроспективы режиссера; на Гентском международном кинофестивале, Бельгия; на Международном кинофестивале в Токио, Япония; на Международном кинофестивале в Сан-Паулу, Бразилия; на Международном кинофестивале в Мар-дель-Плата, Аргентина; на Кинофестивале авторского кино в Белграде, Сербия и на Международном фестивале кинооператорского искусства «Camerimage».
Также фильм был показан в 2003 году в кинотеатре при Гарвардском киноархиве, Кембридж, США, в рамках ретроспективы режиссера. В том же году Художественный музей Беркли и Тихоокеанский киноархив (BAMPFA) провели ретроспективу, в рамках которой был показан «Дом». 
В 2015 году на 15-м Международном кинофестиваль «Новые Горизонты» во Вроцлаве, Польша была проведена ретроспектива фильмов Бартаса, в рамках которой был показан «Дом».
В 2016 году в связи с ретроспективой режиссера французский Центр Помпиду показал ряд фильмов Бартаса, включая «Дом».

## Критика
Кинокритик Дебора Янг в своем обзоре для журнала Variety назвала фильм Бартаса «фотографией, обрамленной двумя озвучивающими голосами», а также отметила сходство с работами Александра Сокурова.
16 мая 1997 года критик Дидье Перон опубликовал свою рецензию на «Дом» во французской газете Libération, в которой он отметил, что на показе фильма «зрители погрузились в сладкую кататонию», из-за того, что актеры спустя час «не произнесли ни слова». Перон, как и Дебора Янг сравнил режиссуру Бартаса с Сокуровым, в особенности с его фильмами «Тихие страницы» и «Мать и сын»,  а также сказал, что Бартас «больше, чем Тарковский».
В 2003 году в связи с ретроспективой режиссера, проведенной при Гарвардском киноархиве в Кембридже, Питер Кио отметил, что фильм внезапно заканчивается «чем-то похожим на превентивный военный удар механизированной колонны».
В сентябре 2015 года Ребекка Харкинс-Кросс опубликовала статью в онлайн-журнале Senses of Cinema, приуроченную к 15-му Международному кинофестивалю «Новые Горизонты» во Вроцлаве, в которой она провела параллели между фильмами Бартаса и французского режиссера Луи Гарреля, а также сказала, что фильм «Дом» наполнен «причудливыми и поразительными сценами».